# Zdzisław Czarnobilski
Zdzisław Adam Czarnobilski (ur. 11 listopada 1934 we Lwowie) – polski lekarz i polityk, doktor nauk medycznych, poseł na Sejm X kadencji, senator II kadencji.

## Życiorys
Ukończył w 1958 studia na Akademii Medycznej w Lublinie. Następnie w 1975 uzyskał stopień naukowy doktora nauk medycznych (specjalista chorób wewnętrznych). Pracował w szpitalu powiatowym w Dębicy do 1975. Od 1976 pełnił funkcję lekarza wojewódzkiego w Tarnowie. Był dyrektorem Specjalistycznego Szpitala im. Edwarda Szczeklika w Tarnowie. Podjął także prywatną praktykę lekarską.
W 1989 uzyskał mandat posła na Sejm kontraktowy. Został wybrany w okręgu tarnowskim z puli Polskiej Zjednoczonej Partii Robotniczej, do której należał od 1962 do 1989. Przystąpił później do Klubu Niezależnych Posłów, a na koniec kadencji był członkiem Parlamentarnego Klubu Ekologicznego. Zasiadał w Komisji Zdrowia oraz w Komisji Nadzwyczajnej do rozpatrzenia projektu ustawy o ochronie prawnej dziecka poczętego.
W wyborach w 1991 został wybrany na senatora z ramienia Ludowego Porozumienia Wyborczego „Piast” w województwie tarnowskim. Pracował w Komisji Polityki Społecznej i Zdrowia. Należał do klubu Polskiego Stronnictwa Ludowego. W 1993 bez powodzenia ubiegał się o reelekcję z ramienia Komitetu Wyborczego „Piast”. W wyborach w 1997 ponownie startował bez powodzenia do Senatu z ramienia KW „Polska Rodzina”. Do 2002 był członkiem rady miasta Tarnowa. W kolejnych wyborach, startując z ramienia KWW Wspólnota Samorządowa Prawy Tarnów, nie uzyskał reelekcji.
Członek Polskiego Towarzystwa Lekarskiego oraz Związku Kombatantów RP i Byłych Więźniów Politycznych.

## Odznaczenia
- Krzyż Kawalerski Orderu Odrodzenia Polski (1984)
- Złoty Krzyż Zasługi (1977)
- Krzyż Armii Krajowej (1989)
- Odznaka tytułu honorowego „Zasłużony Lekarz PRL”[4]